# Luc De Blok

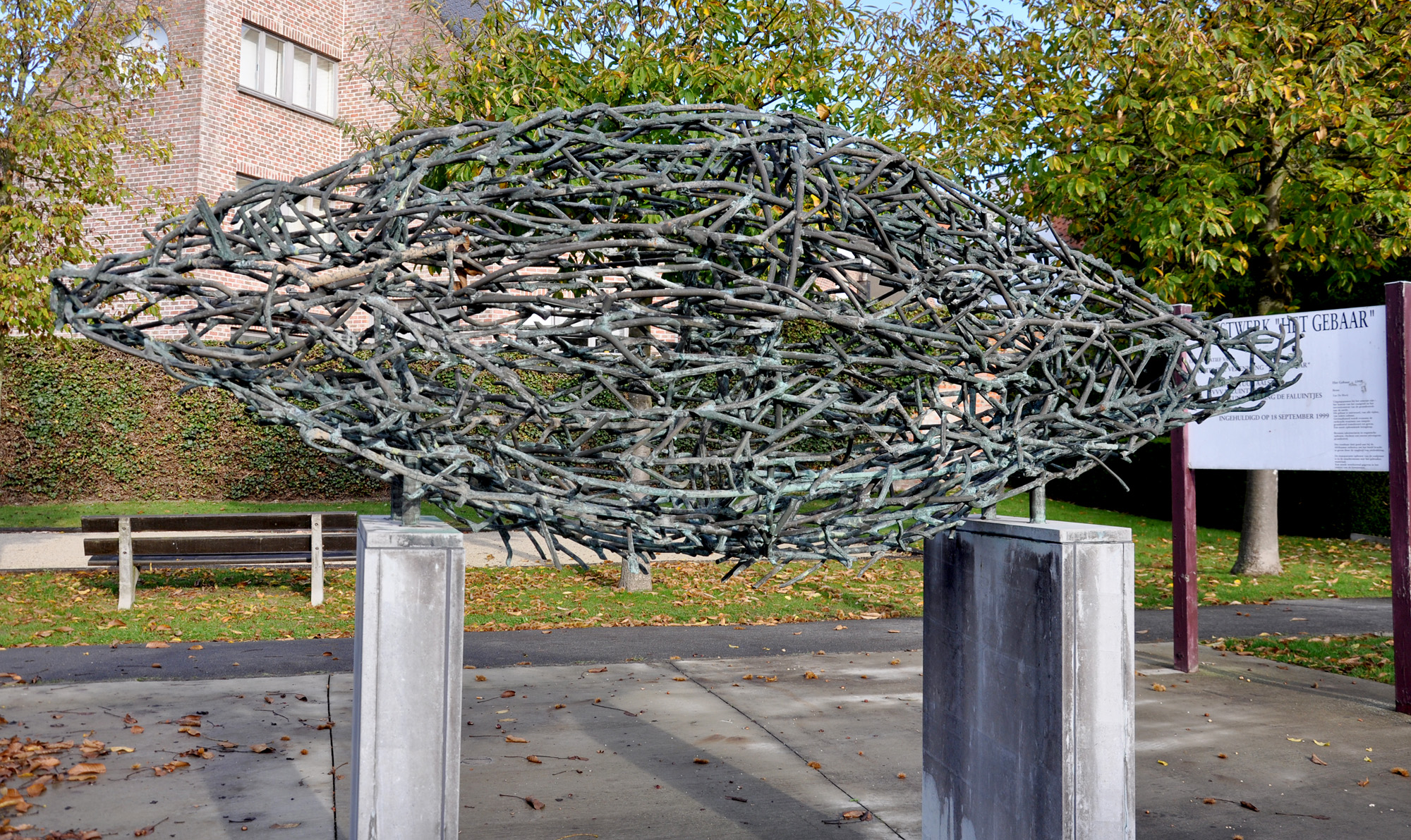
Het gebaar (Luc De Blo(c)k, 1999), graankorrel gevlochten uit bronzen takstructuren, Moorsel, Oost-Vlaanderen

Luc De Blok, eigenlijk Luc de Block (Aalst, 23 november 1949) is een Belgisch beeldend kunstenaar. Hij werkt in Aalst.

## Biografie
De Blok behaalde in 1971 zijn bachelor in de beeldende vormgeving (Hogeschool Brussel). Van 1971 tot 1976 studeerde hij keramiek aan de Aalsterse academie. Vanaf 1972 exposeerde hij al in binnen- en buitenland, aanvankelijk als kunstschilder. Later zou vooral de keramiek- en emailleerkunst zijn aandacht gaan opeisen. 
Sinds 1987 laat De Blok zich vooral inspireren door het leven en de natuur van Afrika en maakt hij veel schilderijen met geometrische patronen, vaak in acryl- of olieverf op 'orobugo', een zeldzame Afrikaanse stof op basis van geklopte schors van bomen die daarvoor speciaal gecultiveerd worden. Vanaf 1997 maakt hij ook beelden geïnspireerd op de wisselwerking tussen natuur en cultuur, vaak gebruik makend van bronzen gietkanalen die hij aan elkaar last in de vorm van vervlochten takken. 
De Blok noemt zich een materiekunstenaar, vanuit het bewustzijn dat de eigenschappen van het materiaal op zich betekenisproducerend kan zijn. Daarbij maakt hij graag het ontstaansproces zichtbaar. Zijn werk wordt wel gerekend tot de conceptuele kunst en berust op twee basisprincipes: de materialiteit en het surrealistisch beginsel van de omkering: het spirituele spelen met het onverwachte. 
De Blok werd meermaals onderscheiden en exposeert met grote regelmaat doorheen heel België, maar ook internationaal.
- Gemeinsame Normdatei: 174186169
- RKD-Nederlands Instituut voor Kunstgeschiedenis: 20379
- Virtual International Authority File: 200262282
- WorldCat: E39PBJt8hdvQGx6qkKBMR4TvHC